# 케빈과 시간 도둑들
《케빈과 시간 도둑들》(영어: Time Bandits)은 애플 TV+에서 2024년 7월부터 8월까지 방영된 판타지 모험 드라마이다. 테리 길리엄의 동명 영화를 드라마화 작품이다.